# Moord op Wendy Willems
De moord op Wendy Willems is een Belgische cold case. Het betreft de moord op de achtjarige Wendy Willems die op 28 april 1983 dood werd teruggevonden in Minderhout.

## Achtergrond
Wendy Willems was afkomstig uit Stabroek. Haar ouders hadden een truckerscafé in Stabroek genaamd De Trucker.
Op 4 april 1983 vertrok Willems naar een paasbijeenkomst van de Chiro van Putte-Kapellen. De bijeenkomst vond plaats in een parochiezaal aan de Partisanenstraat in Putte-Kapellen. Toen de bijeenkomst rond 16:30 uur was afgelopen, zou Willems samen met vriendinnen te voet naar huis gaan. Willems woonde aan het Hoogeind in Stabroek, op ongeveer twee kilometer van de parochie. Vanwege het slechte weer stelde een vriendin voor aan haar ouders te vragen of Willems met hen mee kon rijden. In de ongeveer twee minuten dat zij weg was, is Willems verdwenen. Een ooggetuige meldde dat ze was ingestapt in een auto, mogelijk een beige Lada.
Doordat de vader van Willems dacht dat zijn schoonouders haar hadden opgehaald, was het voor hem bij thuiskomst niet direct duidelijk dat ze vermist was. Pas toen de moeder van Willems later die avond thuiskwam, werd alarm geslagen. Hierdoor gingen enkele cruciale uren verloren. Een dag na de verdwijning werd de politie ingeschakeld, en een week later verschenen de eerste berichten van haar vermissing in de kranten en op televisie. Ondanks grootschalige zoekacties werd Willems niet gevonden. Haar vader achtte het onwaarschijnlijk dat Willems uit zichzelf zou zijn weggelopen.

## Ontdekking

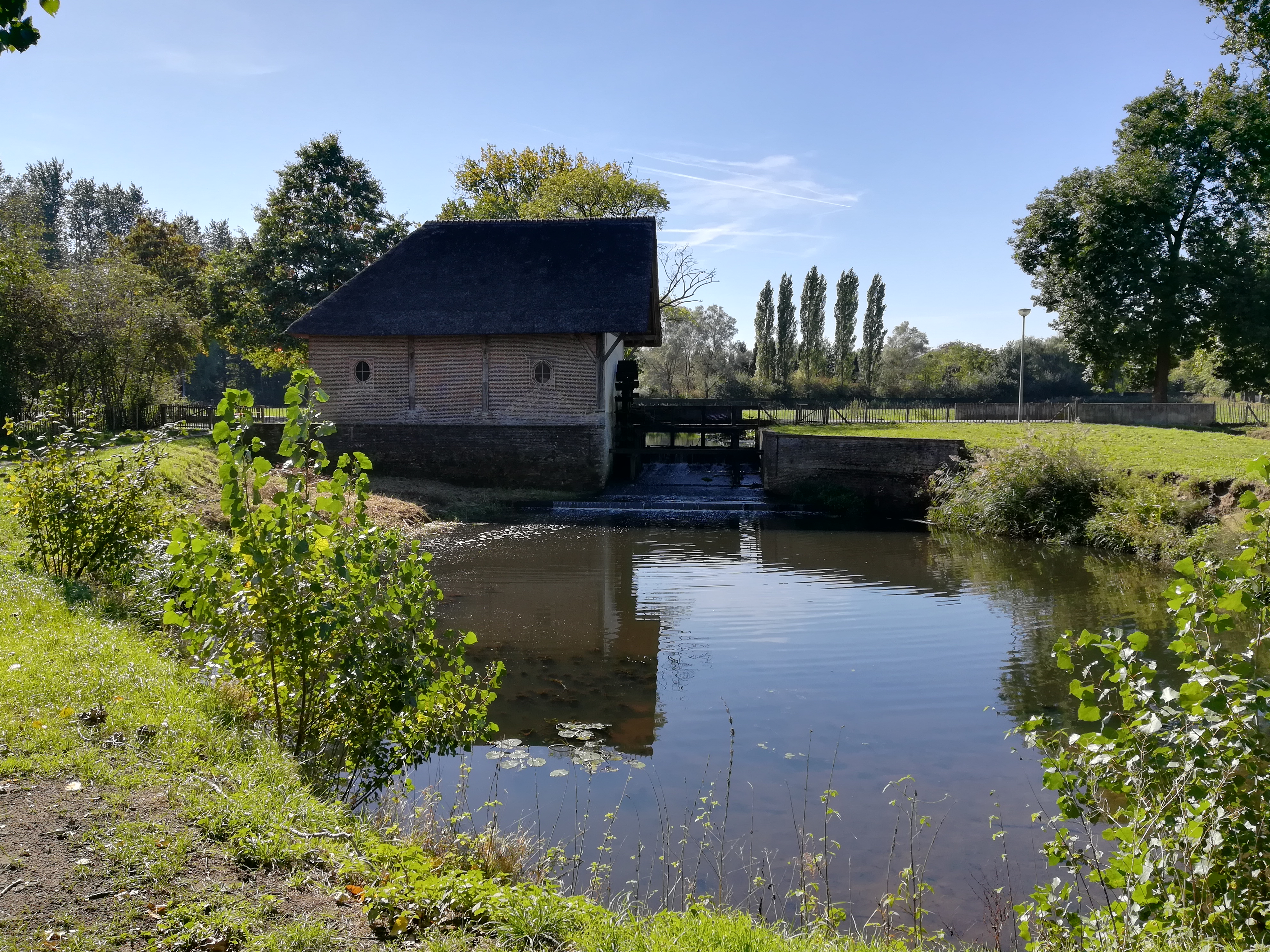
De Laermolen in Minderhout

In de ochtend van 28 april 1983, enkele weken na haar verdwijning, zag een persoon iets in het water drijven bij de Laermolen in Minderhout. Deze persoon dacht dat het om een pop ging die vastzat in laaghangende takken, maar het bleek het levenloze lichaam van Willems te zijn.
Willems was gekleed in haar Chiro-uniform en een rood-blauwe jas. Haar handen en voeten waren vastgebonden met geel wasdraad. Er waren geen sporen van misbruik of geweld. De doodsoorzaak werd vastgesteld als verstikking, die kort na haar verdwijning had plaatsgevonden. Opvallend was dat het lichaam van Willems goed was 'geconserveerd' wat erop wijst dat iemand haar lichaam ergens heeft bewaard. Willems werd op 4 mei 1983 begraven in Stabroek.

## Onderzoek
Aangezien de ouders van Willems een truckerscafé hadden, werden klanten van het café ondervraagd. Ook werd er specifiek gekeken naar vrachtwagenchauffeurs die reden met koelwagens in verband met de staat van haar lichaam. Vanwege de nabijheid van de gevangenissen van Merksplas, Wortel en Hoogstraten werden veroordeelde pedofielen die op verlof mochten extra in de gaten gehouden. Enkele personen, waaronder een vrachtwagenchauffeur en een taxichauffeur werden opgepakt en ondervraagd, maar beiden weer vrijgelaten. Ook een link met Marc Dutroux kon niet worden gelegd.
Enkele weken na haar dood werd een postkaartje dat Willems op school had gemaakt onderschept op het postkantoor in Duffel. Op het kaartje stond in een kinderlijk geschrift de tekst 'de heer hier is goed'. Het is onduidelijk gebleven waar het kaartje vandaan kwam.
In 2003, twintig jaar na de moord, kreeg de zaak media-aandacht in het programma Moord & Mysterie op VT4. Na de uitzending kwamen er een twintigtal tips binnen, maar die leidden niet tot resultaat.